# Ляс-Каменновольський
Ляс-Каменновольський (пол. Las Kamiennowolski) — село в Польщі, у гміні Одживул Пшисуського повіту Мазовецького воєводства.
У 1975-1998 роках село належало до Радомського воєводства.